# Edgar
Edgar (también Édgar) es un nombre propio con origen anglosajón que significa "El que defiende sus tierras con la espada".
Su variante en español es Edgardo, pero ha sido sustituido muchas veces por su variante en inglés, debido a su popularidad a causa del éxito del escritor estadounidense Edgar Allan Poe en el siglo XIX y ha sido hispanizado a Édgar.
Hay una ópera de Giacomo Puccini, llamada Edgar, y también existe el Premio Edgar.

## Santoral
8 de julio: San Edgar el Pacífico, rey de Inglaterra y confesor.

## Variantes en otros idiomas
| Variantes en otras lenguas | Variantes en otras lenguas |
| -------------------------- | -------------------------- |
| Español                    | Edgardo, Édgar             |
| Alemán                     | Edgar                      |
| Catalán                    | Edgar                      |
| Esperanto                  | Edgaro                     |
| Francés                    | Edgard, Edgar              |
| Gallego                    | Edgardo, Edgar             |
| Griego                     | Έντγκαρ (Entgkar)          |
| Húngaro                    | Edgár                      |
| Inglés                     | Edgar, Edgard              |
| Italiano                   | Edgardo                    |
| Latín                      | Edgarus                    |
| Neerlandés                 | Edgar                      |
| Polaco                     | Edgar                      |
| Portugués                  | Edgardo, Edgar             |
| Rumano                     | Edgar                      |
| Ruso                       | Эдгар (Edgar)              |

## Personas
- Edgar Allan Poe, escritor estadounidense.
- Edgar Peyra, reconocido marqués de Cal Humet.
- Edgar Neville, escritor, autor de teatro, director de cine y pintor español.
- Edgar Allan García, poeta ecuatoriano.
- Edgar Degas, pintor impresionista francés.
- Edgar Douglas Adrian, fisiólogo inglés, premio Nobel de medicina en 1932.
- Edgar Morin, filósofo y político francés.
- Edgar el Pacífico, rey.
- Edgar Atheling
- Edgar Bergen, actor.
- Edgar Rice Burroughs, escritor.
- Edgar Frank Codd
- Edgar Davids, futbolista.
- J. Edgar Hoover, director de la FBI.
- Edgar Varèse, compositor.
- Édgar Sanabria, político venezolano.
- Edgar Ramírez, actor de cine, Premio César al mejor actor revelación en el 2011.
- Edgar Vivar, actor mexicano famoso por interpretar los papeles del "Señor Barriga" y "Ñoño" en la popular serie de televisión "El Chavo del Ocho".